# 模擬樂園 世界
《模擬樂園 世界》是一款由Atari發行的經營模擬遊戲，於2016年上市。台灣玩家普遍將其稱為 模擬樂園4 。
此外，原先預訂是2015年5月29日上架，但後因畫面表現不佳被大量模擬玩家批評而延期進行修改。
然而，發售後依然無法受到好評，在steam上的多為負評，經過10年後畫面卻無多少長進，被批評「毀了整個系列的名聲」。